# Sci di fondo ai XXII Giochi olimpici invernali - Staffetta maschile
La staffetta maschile 4x10 chilometri di sci di fondo dei XXII Giochi olimpici invernali di Soči si è svolto il 16 febbraio sul tracciato di Krasnaja Poljana. Le squadre erano composte da quattro fondisti, due dei quali hanno disputato le proprie frazioni a tecnica classica, mentre i restanti due a tecnica libera.
La nazionale svedese ha vinto la medaglia d'oro, quella russa la medaglia d'argento e quella francese la medaglia di bronzo.
Detentrice del titolo era la nazionale svedese (formata dai fondisti Daniel Richardsson, Johan Olsson, Anders Södergren e Marcus Hellner), che aveva vinto a Vancouver 2010, sul tracciato di Whistler (in Canada) in, precedendo la nazionale norvegese (medaglia d'argento) e la nazionale ceca (medaglia di bronzo).

## Risultati
| Pos.    | Atleti                                                                      | Nazione     | Tempo     | Distacco |
| ------- | --------------------------------------------------------------------------- | ----------- | --------- | -------- |
| Oro     | Lars Nelson Daniel Richardsson Johan Olsson Marcus Hellner                  | Svezia      | 1h28'42"0 | -        |
| Argento | Dmitrij Japarov Aleksandr Bessmertnych Aleksandr Legkov Maksim Vylegžanin   | Russia      | 1h29'09"3 | +27"3    |
| Bronzo  | Jean-Marc Gaillard Maurice Manificat Robin Duvillard Ivan Perrillat Boiteux | Francia     | 1h29'13"9 | +31"9    |
| 4       | Eldar Rønning Chris Andre Jespersen Martin Johnsrud Sundby Petter Northug   | Norvegia    | 1h29'51"7 | +1'09"7  |
| 5       | Dietmar Nöckler Giorgio Di Centa Roland Clara David Hofer                   | Italia      | 1h30'04"7 | +1'22"7  |
| 6       | Sami Jauhojärvi Iivo Niskanen Lari Lehtonen Matti Heikkinen                 | Finlandia   | 1h30'28"4 | +1'46"4  |
| 7       | Curdin Perl Jonas Baumann Remo Fischer Toni Livers                          | Svizzera    | 1h30'33"8 | +1'51"8  |
| 8       | Aleš Razym Lukáš Bauer Martin Jakš Dušan Kožíšek                            | Rep. Ceca   | 1h30'36"8 | +1'54"8  |
| 9       | Jens Filbrich Axel Teichmann Tobias Angerer Hannes Dotzler                  | Germania    | 1h31'18"8 | +2'36"8  |
| 10      | Karel Tammjärv Algo Kärp Aivar Rehemaa Raido Ränkel                         | Estonia     | 1h32'52"6 | +4'10"6  |
| 11      | Andrew Newell Erik Bjornsen Noah Hoffmann Simi Hamilton                     | Stati Uniti | 1h33'15"1 | +4'33"1  |
| 12      | Len Valjas Ivan Babikov Graeme Killick Jesse Cockney                        | Canada      | 1h33'19"0 | +4'37"0  |
| 13      | Denis Volotka Sergej Čerepanov Evgenïy Velïçko Mark Starostïn               | Kazakistan  | 1h34'11"9 | +5'29"9  |
| 14      | Michail Sjamënaŭ Aljaksandr Lazutkin Aljaksej Ivanoŭ Sjarhej Dalidovič      | Bielorussia | 1h34'40"1 | +5'58"1  |
| 15      | Maciej Kreczmer Sebastian Gazurek Maciej Staręga Jan Antolec                | Polonia     | 1h35'46"5 | +7'04"5  |
| 16      | Hiroyuki Miyazawa Keishin Yoshida Nobu Naruse Akira Lenting                 | Giappone    | a 1 giro  |          |

Data: Domenica 16 febbraio 2014 

Ora locale: 14:00 
 
Pista: Laura Cross-country Ski & Biathlon Center, Krasnaya Polyana
Legenda:
- DNS = non partiti (did not start)
- DNF = prova non completata (did not finish)
- DSQ = squalificati (disqualified)
- Pos. = posizione